# فالج
الفالج أو الشلل النصفي (بالإنجليزية: Hemiplegia)‏ هو أشد أنواع الخزل الشقّي.
الخزل الشقّي (بالإنجليزية: Hemiparesis)‏ هو خزل الجانب الأيسر أو الأيمن من الجسم، والفالج أو الشلل النصفي (بالإنجليزية: Hemiplegia)‏ هو الخزل الشقّي في شكله الأكثر حدة إذ أنه يؤدي إلى شلل تام لأحد جانبي الجسم.
يمكن للفالج أو الخزل الشقّي أن يحدثا بسبب ظروف طبية مختلفة، وذلك يشمل الأسباب الخَلقية أو الوراثية، أوالصدمة، أو الأورام، أو السكتة الدماغية.

## الأسباب
1-المؤثرات الخارجية على الدماغ : كالسقوط من مرتفع. أو الاصطدام بجسم صلب، أو في حوادث الدهس. ويحدث الفالج هنا بما تسببه هذه العوامل من نزف دماغي وانضغاط الدماغ.
2-بعض آفات الـدماغ : كالخراج الدماغي، وأورام الدماغ، وسرطانات الدماغ. وذلك بسبب تخريبها للخلايا الدماغية أو الضغط عليها.
3-بعض الأمراض العامة التي تصيب السحايا الدماغية : كالتدرن، والنزف السحائي.
4-تصلب الشرايين : إن هذا المرض لا يسبب الفالج... ولكـن اختلاطاته هـي السبب فـي ذلك. ومن أهم هذه اختلاطات :
5-النزف الدماغـي : يحدث هذا النزف لدى المصابين بالتصلب الشرياني الدماغي (أو تصلب شرايين الدماغ) عند ارتفاع الضغط الشرياني لديهم إثر التعب أو الجهد، أو بعد صدمة نفسية مفاجئة. وبارتفاع الضغط الشرياني هذا... ينفجر أحد شرايين الدماغ ويتجمع الدم مخرباً الأنسجة الدماغية وضاغطاً عليها. وفـي أغلبية الحوادث يكون النزف الدمـاغي مميتاً، ولكن المريض.. إنَّ … شفي … فإنه يصاب الفالج.
6-التخثر الشرياني : ويقصد به إصابة بعض شرايين الدماغ بالخثرة ((Thrombus وهذه الخثرة إذا ما كبرت وسدت قناة الشريان، انقطع الدم عن المنطقة الدماغية التي يغذيها ذلك الشريان، فتتخرّب أنسجتها … ويحدث الفالج.
7-الصمـة الدمـاغيـة : إذا أصيبت الشرايين الدماغية بالصمة (Embolus.) الدمـوية، حـدث المـوت فـي الخـلايـا الدماغية التـي ينقطع عنهـا الإرواء الدمـوي، وأدى ذلك إلـى ظهـور الفالج

## الأشكال والأعراض
لا شك أنَّ العرض الأساسي - في الفوالج - هو الشلل الذي يتناول أحد شقي الجسم، إنَّ الفالج - بصورة عامة - يغلب له أنْ يبدأ رخواً ثم يصبح تشنجياً. كما أنَّ حدوثه قد يكون مفاجئاً وقد يكون تدريجياً، وهذا الأمر يخضع للأسباب، كما في المثالين التاليين :
أولا - الشكل المفاجيء : وأوضح مثال عليه ؛ هو الفالج الذي يحدث بالصمة الدماغية. فالصمة تسد الشريان سداً مفاجئاً، ولذلك فإن الفالج أيضاً يحدث فجأة. فيهوي المريض على الأرض، ويفقد الوعي فقداناً تاماً وتـُفقـد الحركة تماماً، ويرتخي جسم المصاب. وتسمى هذه الحالة (السكتة Apoplexy).
هذا وإن الفالج الذي يحدث بالنزف الدماغي يبدأ مفاجئاً أيضاً.
ثانيا - الشكل التدريجي: ومثالنا عليه ؛ الفالج الحادث بالتخثر الشرياني. فإذا تذكرنا أنَّ التخثر يبدأ في جدار الشريان... ثم تكبر الخثرة تدريجياً إلى أنَّ تسد الشريان ؛ استطعنا أنَّ نتصور كيف أنَّ الفالج هنا يحدث بشكل تدريجي. وهو يبدأ بالضعف العضلي، ثم تصبح الحركات صعبة، وقد تحدث نوبات من العرج المتقطع (غير الدائم) أول الأمر، ثم يتكامل الشلل بعد ذلك
إنَّ نسبة الشفاء في هذه الحالة عالية، وتتحسن حال المريض - ولو بشكل بطيء - خاصة عندما تبدأ معالجته في وقت مبكر، أما إذا تأخر ذلك أكثر من شهرين فالشفاء غير ممكـن
المعالجـة
إنَّ المعالجة العامة للفالج تتضمن الفقرات التالية
المعالجة السببيـة :
توجّه المعالجة إلى السبب المحدث للفالج، كاستئصال الورم الدماغي جراحياً، أو معالجة الحالات الالتهابية عند وجودها، أو إعطاء مضادات التخثر عندما يكون التخثر الشرياني هـو السبب.
التغـذيـة :
ينبغي الاعتناء بتغذية المريض، وتُستحسن الأغذية النباتية، وتعطى الفيتامينات مع الكمية الوافية من السوائل. وعند تعذر التغذية يلزم اللجوء إلى تنقيب المعدة (أي إدخال الأنبوب إلى المعدة عن طريق الأنف لإجراء التغذية بواسطة الأنبوب)، أو اللجوء إلى التغذية عن طريق الوريـد.
تجنب الاختلاطات :
تُعطى المضادات الحيوية لعلاج الاختلاطات الالتهابية وخاصة الالتهابات الرئويـة.
مـنـع التقفعـات :
إنَّ التشنج العضلي قد يتحول إلى تقفع (وهو تشنج دائمي غير قابل للارتخاء). وللحيلولة دون حدوث ذلك يجب تحريك المفاصل، وعندما تتحسن حالة المريض يلزم تشجيعه على أنْ يُجرى الحركات بنفسه... وتعطى له بعض التمرينات الخفيفة أولاً ثم نتدرج بتصعيبها رويداً رويداً.
المعـالجـة النفسـية :
وتكون بإعادة الثقة إلى نفس المريض، وتشجيعه على تحمل مرضه، وتعويده على القيام ببعض الأعمال البسيطة. ولنعلم أنَّ أعراض الشلل لا تزول نهائياً بعد شفاء المرض - وخاصة شلل الأطراف العليا - ولذلك فإن للمعالجة النفسية أهمية كبيرة حتى بعد شفاء المرض.
التمريـض :
1-المحافظة على طريق التنفس : وذلك بإزالة المفرزات القصبية بجهاز المص، وإمالة الرأس إلى أحد الجانبين لمنع المفرزات من الدخول إلى القصبات وسـدها.
2-العناية بالجلد : وتعتمد على تدليل الجسم وتنظيفه وتلطيفه بالمساحيق المحافظة مثل (Talc) وتنظيف فراش المريض وترتيبه وتبديل وضعية المريض – كل ساعتين مثلاً – لتجنب حدوث قرحة الفراش، وهو التقرح الجلدي الذي يحدث في الأماكن التي تنضغط بالاضطجاع المـديد.
3-العناية بالمثانة : وخاصة عند حدوث انحباس البول، فيجب أنْ نقسطر المثانة كل ثماني ساعات وسطياً، والأحسن أنْ نثبت القسطرة لمنع الالتهابات البولية
4-العنـاية بالأمعـاء : ويكون ذلك بإعطاء الملينات وإجراء الحقن الشرجية في حالة حدوث الإمساك الشـديد

## مشاهير أصيبوا به
وقد أصيب بمرض الفالج:
1. أبان ابن الصحابي عثمان ابن عفان رضي الله عنه كان أصم وأحول وأبرص ثم أصيب بالفالج، وكان من الفقهاء التابعين، وعيّن والياً على المدينة المنورة عام 76هـ.
2. الشيخ مصطفى صبري.
3. الحكم المستنصر بالله.
4. أبو الأسود الدؤلي. أصيب أبو الأسود بمرض الفالج في آخر حياته، مما سبب له العرج، وتوفي سنة 69 هــ في خلافة عبد الملك بن مروان، وله من العمر 85 سنة.
5. ابن عبد ربه الأندلسي.
6. أصيب الجاحظ بمرض الفالج وكان وحيداً في غرفته وحاول الوصول إلى رف من رفوف مكتبته، فانهارت عليه الكتب والرفوف وتوفي وكان عمره 95 سنة.
7. أُصيب أبو الفرج الأصفهاني بالفالج آخر حياته وتوفي في الرابع عشر من ذي الحجة سنة 356 هـ الموافق 21 نوفمبر عام 967 م في بغداد.
8. فلاديمير لينين.
9. أمين الجندي.
10. اصيب سيف الدولة الحمداني بالفالج وقيل ان الفالج اتاه بعد عدة صدمات وهي اشاعة ان أبو الطيب المتنبي وايضا ابن عمه أبو فراس الحمداني وقع في اسر الروم